# Автомагістраль А86 (Франція)
Автомагістраль А86 (іноді її називають «Паризька суперпериферія») — друга кільцева дорога навколо Парижа, Франція. Вона слідує нерівній дорозі навколо Парижа, відстань від центру міста (Нотр-Дам) коливається в межах 8–16 кілометрів. Південно-західна частина A86 містить один із найдовших у світі міських автомагістральних тунелів (10,1 км) суцільного тунелю, відкритий двома частинами в 2009 і 2011 роках. Тунель обмежений висотою 2,0 метрів і проїзд комерційних транспортних засобів, заборонені.

Огляд кільцевих доріг Парижа. Зовнішня Велика об’їзна дорога Парижу порівняно з Франсільєн (зелений), A86 (синій) і Бульвар Периферік (помаранчевий).

Незважаючи на те, що зараз A86 є повним стандартом для автомагістралі, вона є значною мірою міським маршрутом та частково забудована, тобто має кілька точок, на яких потрібно TOTSO (повернути, щоб залишитися), і короткі ділянки, які є частинами Автотраси А3 і А4.
A86 є частиною системи п'яти кільцевих доріг, що оточують Париж та Іль-де-Франс:
- Бульвар Периферік, завершений у 1973 році, приблизно еліпс 9 км × 11 км (5,6 миля × 6,8 миля) і межі міста Париж.
- A86, завершено в 2011 році, нерегулярний, 20 км × 25 км, подібний за розміром до лондонського Північного кільця та Південного кільця.
- Франсільєн, часткове кільце, приблизно 50 кілометрів у діаметрі, що можна порівняти з лондонською автострадою М25.
- Велика об’їзна дорога Парижу, дві широкі петлі, що обходять Париж та називаються Першим і Другим рішеннями.